# 普雷斯特威克
普雷斯特威克（英语：Prestwick；苏格兰盖尔语：Preastabhaig；低地苏格兰语：Preswick），是英国苏格兰南艾尔郡的一个城镇，艾尔以南3公里，格拉斯哥西南50公里。总人口约14,934（2001年）。格拉斯哥普雷斯特威克机场位于境内。普雷斯特威克是首個舉辦英国高尔夫球公开赛的市鎮，普雷斯特威克高爾夫俱樂部為該比賽於1860至1872年間的舉辦地點。

## 姊妹城镇
- 万达利亚，美国俄亥俄州
- 利希滕费尔斯，德国
- 阿里恰，意大利